# Lakhanpur (Parsa)
Pour les articles homonymes, voir Lakhanpur.
Lakhanpur (en népalais : लखनपुर) est un comité de développement villageois du Népal situé dans le district de Parsa. Au recensement de 2011, il comptait 4 962 habitants.